# Lossujärvi
Lossujärvi eller Lossujavri är en sjö i Finland. Den ligger i kommunen Enontekis i landskapet Lappland, i den norra delen av landet, 1 000 km norr om huvudstaden Helsingfors. Lossujavri ligger 809,1 meter över havet. Trakten runt Lossujärvi består i huvudsak av gräsmarker. Arean är 45,7 hektar och strandlinjen är 4,23 kilometer lång. Sjön  ingår i Torne älvs huvudavrinningsområde. 